# Campeonato Roraimense de Futebol Feminino de 2021
O Campeonato Roraimense Feminino de 2021 foi a décima edição desta competição futebolística da modalidade feminina organizada pela Federação Roraimense de Futebol (FRF).
Foi disputada por seis equipes entre os dias 16 de novembro e 5 de dezembro. A decisão, por sua vez, foi protagonizada por Grêmio Atlético Sampaio e São Raimundo. No confronto decisivo, o São Raimundo venceu por 2–0 e conquistou o seu nono título.

## Participantes e regulamento
O regulamento do Campeonato Roraimense Feminino dividiu os seis participantes em dois grupos, pelos quais os clubes disputaram confrontos de turno único. Após três rodadas, os dois melhores de cada grupo se classificaram para as semifinal. As fases de eliminatórias também foram disputadas em partidas únicas. Os seis participantes foram:
| Equipe           | Cidade    | Títulos                                             |
| ---------------- | --------- | --------------------------------------------------- |
| Atlético Roraima | Boa Vista | 1 (2010)                                            |
| GAS              | Caracaraí | —                                                   |
| Náutico-RR       | Caracaraí | —                                                   |
| Real             | São Luís  | —                                                   |
| Rio Negro-RR     | Boa Vista | —                                                   |
| São Raimundo-RR  | Boa Vista | 8 (2009, 2013, 2014, 2015, 2017, 2018, 2019 e 2020) |

## Resultados

### Fases finais
|  | Semifinais       | Semifinais |   |  | Final           | Final |  |
|  |                  |            |   |  |                 |       |  |
|  |                  |            |   |  |                 |       |  |
|  | São Raimundo-RR  | 4          |   |  |                 |       |  |
|  | Atlético Roraima | 1          |   |  |                 |       |  |
|  |                  |            |   |  |                 |       |  |
|  |                  |            |   |  |                 |       |  |
|  |                  |            |   |  | São Raimundo-RR | 2     |  |
|  |                  | GAS        | 0 |  |                 |       |  |
|  |                  |            |   |  |                 |       |  |
|  |                  |            |   |  |                 |       |  |
|  |                  |            |   |  |                 |       |  |
|  |                  |            |   |  |                 |       |  |
|  | Rio Negro-RR     | 3          |   |  |                 |       |  |
|  | GAS              | 5          |   |  |                 |       |  |